# Stenoporpia glaucomarginaria
Stenoporpia glaucomarginaria là một loài bướm đêm trong họ Geometridae.